# Obere Geesteniederung
Die Obere Geesteniederung ist ein Naturschutzgebiet in der niedersächsischen Gemeinde Hipstedt im Landkreis Rotenburg (Wümme).

## Allgemeines
Das Naturschutzgebiet mit dem Kennzeichen NSG LÜ 329 ist circa 178 Hektar groß. Der größte Teil des Naturschutzgebietes ist gleichzeitig als FFH-Gebiet „Niederung von Geeste und Grove“ ausgewiesen. Das Naturschutzgebiet grenzt streckenweise an das Naturschutzgebiet „Geesteniederung“, mit dem es einen Biotopverbund bildet, und ist ansonsten fast vollständig von den Landschaftsschutzgebieten „Obere Geeste“ und „Hinzel-Hölzer Bruch“ umgeben, die es im Geltungsbereich der Naturschutzverordnung teilweise ersetzt. Das Gebiet steht seit dem 1. Oktober 2018 unter Schutz. Zuständige untere Naturschutzbehörde ist der Landkreis Rotenburg (Wümme).

## Beschreibung
Das Naturschutzgebiet liegt in etwa zwischen Bremerhaven und Bremervörde. Es stellt Teile der Niederung der Geeste nordöstlich von Hipstedt bis zur Landesgrenze zum Landkreis Cuxhaven nördlich von Frelsdorf unter Schutz. Die Niederung wird überwiegend von feuchten Grünlandflächen geprägt, in das vielfach Röhrichtzonen eingebettet sind. Im östlichen Bereich des Schutzgebietes wird die Geeste von Auwäldern aus Esche und Weide gesäumt, im westlichen Bereich wird der Flusslauf nur vereinzelt von Gehölzen begleitet. Teile der Niederung sind vermoort. Hier sind teilweise Moorwälder, die aus Birken und Kiefern gebildet werden, aber auch Schwingrasen und Torfmoorschlenken mit Schnabelried-Gesellschaften zu finden. Südlich von Heinschenwalde befinden sich mehrere Stillgewässer, die von Moorwäldern umgeben sind. Die Wälder im Naturschutzgebiet verfügen über einen hohen Alt- und Totholzanteil. Die Grünlandflächen im Naturschutzgebiet werden vielfach als Wiese bzw. Weide mit unterschiedlicher Nutzungsintensität bewirtschaftet.
Die Geeste ist Lebensraum von Fluss- und Bachneunauge sowie des Fischotters, der die Geeste auch als Wanderkorridor nutzt. Daneben ist die Geeste Lebensraum verschiedener Fische, von denen einige als gefährdet eingestuft sind. Auch der Aal konnte nachgewiesen werden. Das Naturschutzgebiet ist Lebensraum verschiedener Libellen, darunter Früher Schilfjäger und Speerazurjungfer. Im Naturschutzgebiet siedeln u. a. die gefährdeten Pflanzenarten Gagel, Rosmarinheide, Moosbeere, Mittlerer und Rundblättriger Sonnentau, Weißes Schnabelried, Zungen-Hahnenfuß, Wasser-Greiskraut, Großer Wiesenknopf, Hirsesegge, Fadenbinse, Kopfige Hainsimse, Königsfarn, Kammfarn, Sumpffarn, Knöterich-Laichkraut und Kleiner Wasserschlauch.